# Ohangwena
Ohangwena is een bestuurlijke regio in Namibië. Deze in het noorden van het land gelegen regio is het dichtstbevolkt. De regiohoofdstad Eenhana is echter een kleine plaats (5600 inwoners). Men woont verspreid over de hele regio.

## Plaatsen

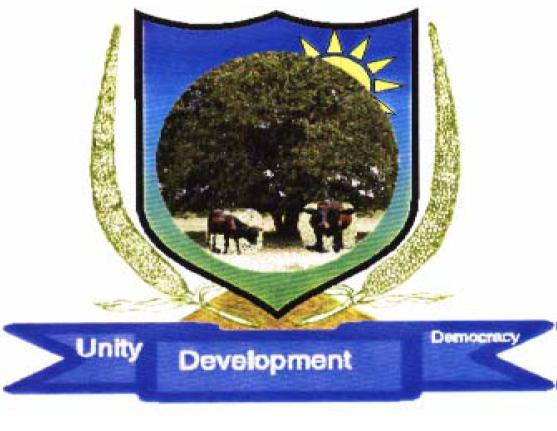
Wapen van Eenhana

- Eenhana, town, 39 km²
- Helao Nafidi, town, 87 km²

Zambezi · Erongo · Hardap · ǁKaras · Kavango Oost · Kavango West · Khomas · Kunene · Ohangwena · Omaheke · Omusati · Oshana · Oshikoto · Otjozondjupa